# Сбоев, Василий Афанасьевич
 Василий Афанасьевич (Александрович) Сбоев (1810—1855 (1856)) — русский писатель, этнограф, адъюнкт русской словесности.

## Биография
Родился 21 марта 1810 года в селе Чернуха Макарьевского уезда Нижегородской губернии в семье местного дьяка Афанасия Яковлева. Рано осиротел, воспитывался у родственника матери, священника Введенской церкви с. Кошки, Чурашево тож, Чебоксарского уезда (ныне с. Первое Чурашево Мариинско-Посадского района) И. С. Протопопова (деда Н. И. Золотницкого, языковеда и этнографа).
После окончания в 1829 году курса в Казанской духовной семинарии, поступил в Санкт-Петербургскую духовную академию, курс которой и окончил в 1833 году кандидатом, с правом на степень магистра, после чего определён в Казанскую духовную семинарию учителем церковной истории и греческого языка.
17 сентября 1840 года перемещен в Симбирскую семинарию, в которой преподавал библейскую и церковную историю, археологию и каноническое право, а также немецкий язык. 

Запомнился своим ученикам красноречием: 

К концу года в отношении популярности среди учеников Капитон Иванович [Невоструев] стал соперничать с известным тогда в Симбирске профессором В. А. Сбоевым, славившимся красноречием.— Андреев В.
Будучи 20 февраля 1841 года удостоен Казанским университетом степени магистра российской и славянской словесности, уволился из духовно-учебного ведомства — был приглашён попечителем Казанского учебного округа М. Н. Мусиным-Пушкиным в Казанский университет:

… Василий Афанасьевич из преподавателей семинарии попал на университетскую кафедру, благодаря лишь счастливой случайности. На страстной неделе 1840 года, казанский попечитель М. Н. Мусин-Пушкин присутствовал на церковной службе в Крестовой церкви, где в тот день говорил проповедь учитель семинарии Сбоев. Проповедь говорена на тему о том, что «все младшие должны безусловно почитать старших и все подчинённые должны беспрекословно повиноваться своим господам и начальникам»; она привела Мусина-Пушкина в восторг. Попечитель до такой степени был очарован словами проповедника, что тут же, не выходя из храма, стал осведомляться об ораторе и через короткое время определил его на кафедру русской словесности казанского университета.— Агафонов Н. Я.
31 декабря 1841 года согласно избранию совета назначен исполняющим должность адъюнкт-профессора Казанского университета по кафедре русской словесности. Утвержден адъюнктом 12 марта 1843 года.
Уволен из университета по собственному желанию 29 ноября 1850 года.
Скончался в Казани 8 июня 1855 года.

## Труды
Список трудов В. А. Сбоева, опубликованных в XIX веке, составлен на основе информации казанского краеведа и библиографа Николая Агафонова (1842—1908) и Энциклопедического словаря Брокгауза и Ефрона: 
- О книге Иова в художественном отношении // «Учёные записки Казанского университета», 1837, т. II.
- Гносис и гноситики (магистерская диссертация) // «Учёные записки Казанского университета», 1839, т. I.
- О предлежательной реальности человеческих познаний // «Учёные записки Казанского университета», 1845, т. IV.
- Заметки о чувашах // «Казанские губернские ведомости», 1848, №№ 31, 32; 1849, №№ 10, 12, 16, 21, 27, 29, 30, 37, 42, 43, 45, 50, 52; 1850, №№ 44, 45, 49, 50.
- Осип Павлович Войцеховский : [Проф. кит. словесности в Казан. ун-те] : Некролог // «Казанские губернские ведомости», 1851, № 3.
- Андрей Васильевич Кайсаров : [Препод. в Казан. ун-те] : Некролог // «Казанские губернские ведомости», 1854, № 31.
- О быте крестьян в Казанской губернии. — Казань, 1855 (1-е изд-е); Казань, 1856 (2-е изд-е).
- Исследования об инородцах Казанской губернии. — Казань: Изд-е книгопродавца И. В. Дубровина, 1856.
- Чуваши в бытовом, историческом и религиозном отношениях. Их происхождение, язык, обряды, поверья, предания и пр.. — Москва: Типография С. Орлова, 1865.

## Прочее
- Адъюнкт Сбоев принимал вместе с другими преподавателями вступительные экзамены в университет у Л. Н. Толстого[5].
- Известны противоречивые сведения о преподавании Сбоева в Казанском университете:

В. А. Сбоев <…> не мог долго избавиться от «академических замашек», то есть манер воспитанника Духовной академии. Любил жесты, своеобразно ставил ударения в некоторых словах: актер (на первый слог), Кукольник (на второй слог), лекции читал «зычным» голосом. Но лекции его студенты ценили как толковые и занимательные, а сам он был хорошим и добрым человеком, со студентами, что называется, «душа»; под конец был подвержен известной «российской слабости».— Мартынов А. Ф.

Сбоев был действительно красноречив, обладая всеми внешними качествами оратора, любил щегольнуть остротами, а иногда и нескромными анекдотами; но под конец слишком легко относился к своему делу... Лекции В. А. Сбоева по русской словесности не отличались, однако, какими-либо достоинствами. Они, по словам слушателей, были безжизненны по изложению и крайне бедны содержанием, не оставлявшие в голове и сердце студента никакого научного следа, кроме скуки. Этих сбоевских лекций совсем почти не записывали студенты, хотя читавший их и сохранял за собой славу оратора…— Агафонов Н. Я.

## Семья
- Жена: Александра Васильевна (урожд. Утехина);
  - Дети: Михаил, Вадим, Анна, Марионилла[7].